# McCurd

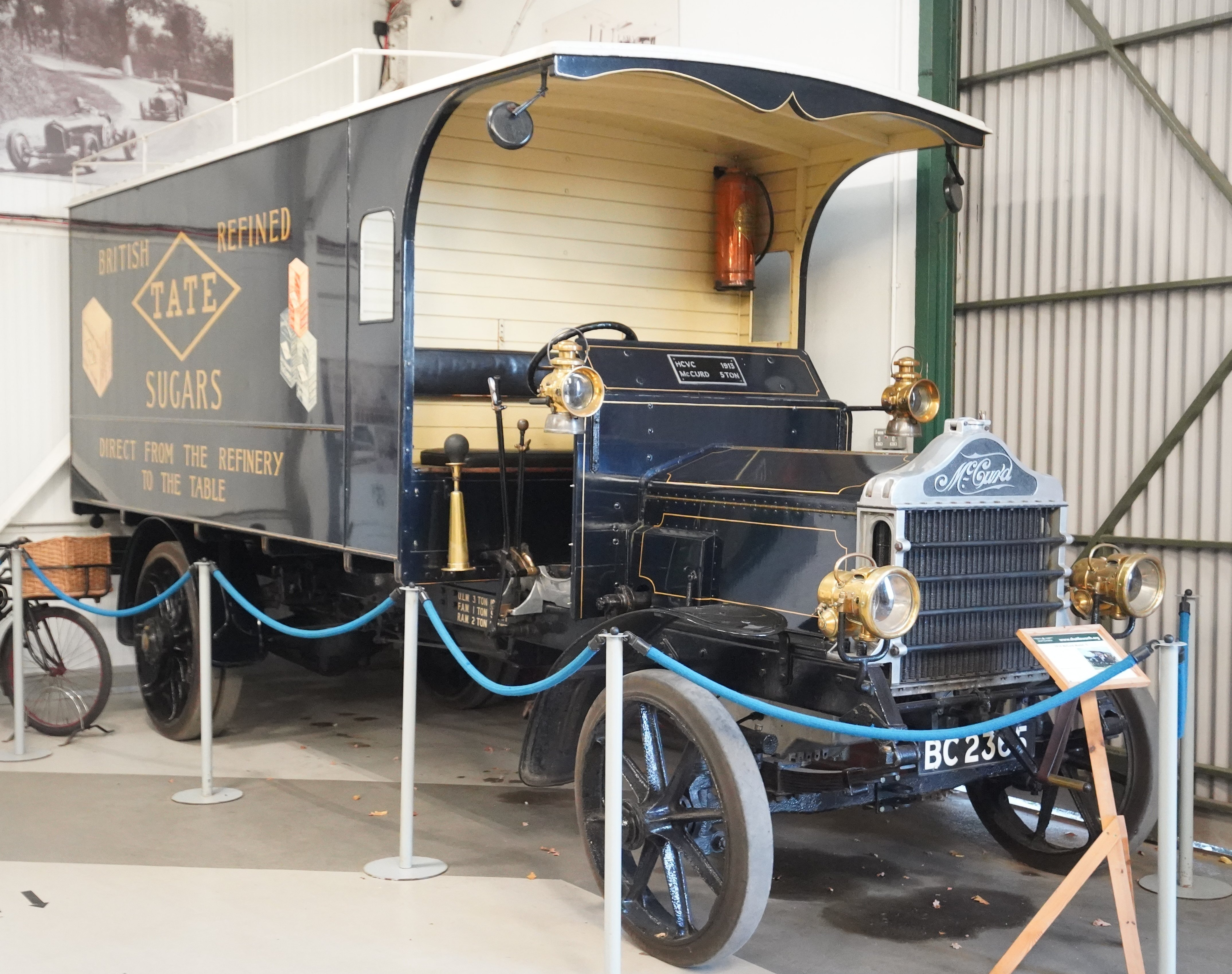
McCurd 5 Ton Model C von 1913

McCurd war eine britische Marke für Kraftfahrzeuge.

## Markengeschichte
1912 wurde McCurd Lorry Manufacturing in Hayes gegründet. Der Ingenieur W. A. McCurd baute bis 1914 Lastkraftwagen, bevor die Produktion wegen des Ersten Weltkriegs unterbrochen wurde. Nach dessen Ende wurde sie bis 1921 fortgesetzt, bevor sie erneut pausierte. Zwischen 1922 und 1926 entstanden auch Personenkraftwagen.
1925 setzte McCurd Motors die Produktion fort. Die Herstellung erfolgte nun im südenglischen Slough.

## Fahrzeuge
Die Lkw bis 1914 waren Haubenfahrzeuge für 2,3 und fünf Tonnen Zuladung. Der Vierzylindermotor leistete 42 PS. Der Antrieb erfolgte über ein Vierganggetriebe und Schneckenräder. Die Fahrzeuge nach 1925 hatten einen kleineren Vierzylindermotor mit 24 PS Leistung und ebenfalls ein Vierganggetriebe. Es waren überwiegend 2,5-Tonner. Daneben werden Omnibusse mit 26 bis 30 Sitzen genannt.
Das einzige Pkw-Modell war der 12/20 HP. Er hat einen Vierzylinder-Reihenmotor mit 1645 cm³ Hubraum und SV-Ventilsteuerung. Zwei verschieden lange Radstände von 2591 mm und 2896 mm standen zur Wahl.